# 斉藤守弘
斉藤 守弘あるいは齋藤 守弘（さいとう もりひろ、1928年〈昭和3年3月〉 - 2002年〈平成14年〉5月13日）は、茨城県岩間町出身の日本の武道家（合気道家）である。守弘は合気道「開祖」（創始者）・植芝盛平による命名。本名は斉藤森造。
合気道（合気会）9段、合気会師範、茨城道場道場長。1946年（昭和21年）から盛平に入門し以来23年間仕え、盛平没後は合氣神社を守り続けた。

## 略歴
盛平から直々の稽古を23年も受けることのできた唯一の人物（他の高弟の中でも同じぐらい稽古を受けた人物は存在しない）。盛平から武器稽古を受けることのできた数少ない弟子の一人であり、また東京の合気会本部道場での剣・杖の教授を許された唯一の師範でもあった。また合気会名義で発行される段位免状とは別に、武器技に関する独自の免状を発行することも黙認されていた。後に盛平の武器技を整理分類し、誰でも段階を追って学べるように、7の素振り、31の杖、13の杖、20の素振り、合わせ、組太刀・組杖等を考案。ちなみに組太刀等の型そのものは盛平が生存していたときから既に存在していた。
盛平亡き後は茨城道場の道場長として「開祖直伝」の技を教授した。後に、斉藤の教授する合気道の型は、岩間スタイルと呼ばれるようになる。
イタリアで講習会を行った際に、立ち技だけで400を超える技が出てきたという。このことは合気ニュースの取材等でもよく強調していた。合気道の技は無限に存在するということの証明であるといえる。茨城道場では多くの外国人を道場に住み込みの内弟子として受け入れていたため、日本国内よりも国外での知名度、普及率が高い。
他の合気道の会派が多数の本を出版しているのに対し、斉藤の著書はそれほど多くは無い。（港リサーチ社、合気ニュースから出版されている技術書など。武術雑誌にも取材を受けている）。
1960年代から1970年代にかけての演武では、他の合気道師範同様自由技や多人数掛け（体術と武器とりが混合している場合も）を行っていた。しかし、1980年代になってからは「体の変更」「諸手取り呼吸法」といった基本動作の解説をしてから体術の様々な基本技・応用技を紹介をする、また剣や杖の合わせや武器技と体術との関連性を説明をしてから組太刀・組杖・剣対杖の実演を行うといった、いわゆる講習会形式の演武が多くなっていった。これには、戦後の合気道が同じ武道でありながら師範によってまったく異なった形式で伝わり、盛平直伝の「基本」が消えつつあった（武器技が消滅する、もしくは他武道の武器技を学ぶようになっていったことなど）ために、その警鐘のためであったと考えられる。
また、斉藤の演武では、指一本で弟子を投げる、もしくは触れずに相手を転がすといったものは見当たらない。あくまでも、初心者の段階でも学ぶような基本の技で相手を投げる・もしくは制する演武を行った。

## 関連書籍・DVDなど
- 武産合気道　1-5巻（合気ニュース）
- 合気剣　特別講座　(合気ニュース)
- 合気杖　特別講座　(合気ニュース)
- 柳川 昌弘が読み解く武道家のこたえ　BABジャパン出版社